# Partido Social Conservatismo
El Partido Social Conservatismo (PSOC) es un partido político de Nicaragua, de ideología conservadora, fundado por su líder Fernando Agüero Rocha en 1988. El PSOC recibió su personería jurídica en 1989 y participó en las elecciones generales del 25 de febrero de 1990 como un partido independiente, en las cuales Agüero y William Estrada Vélez fueron los candidatos a la presidencia y vicepresidencia, respectivamente; en dichos comicios obtuvieron el 0.41% con 5,798 votos. Agüero había sido el candidato presidencial de la primera Unión Nacional Opositora (UNO) en 1966 contra Anastasio Somoza Debayle del Partido Liberal Nacionalista (PLN), con el cual firmó el Pacto Kupia-Kumi (que idioma miskito significa un corazón) el 28 de marzo de 1971. Antes de las elecciones del 5 de noviembre de 2006 el partido participó en alianza con la Alianza por la República (Apre) y la Alianza Liberal Nicaragüense (ALN).